# Min (fiume Sichuan)
Il Min (caratteri cinesi: 岷江S, Mín jiāngP) è un fiume di 750 km che scorre nella provincia del Sichuan, in Cina. È un affluente del corso superiore dello Yangtze, al quale confluisce a Yibin. Il sistema d'irrigazione di Dujiangyan è situato lungo il suo corso.
Il fiume non deve essere confuso con il Min, fiume omonimo del Fujian il cui nome si scrive 闽江 (mǐn jiāng).

## Allarme ecologico
Uno studio condotto dal biologo Deng Qixiang ha dimostrato che, tra le 40 specie di pesci presenti nel fiume negli anni cinquanta, ne sopravvivono oggi solo 16. In particolare, il taimen del Sichuan, rappresentante più grande della famiglia dei Salmonidi e specie protetta, non viene più avvistato su un'intera sezione del fiume, il Wenchuan, da un decennio.